# Catherine Desage
Catherine Desage, née le 2 juillet 1922 à Péret-Bel-Air (Corrèze) et morte le 26 février 1989 à Paris, est une parolière française.

## Biographie
Catherine Desage, de son vrai nom Jeanne Antoinette Parel, écrit de nombreux textes à succès pour plusieurs artistes populaires tout au long des années 1960, 1970 et 1980, souvent sur des musiques du compositeur Francis Lai.
En France, elle travaille dans les années 1960 auprès de divers artistes parmi lesquels on peut citer Robert Cogoi (Les asticots dans les bigarreaux, 1968), David Alexandre Winter (Mademoiselle je t’aime en 1968, Quelque part à Bethleem, Maria et Grain de sable en 1969), Pierre Vassiliu (Les gros cocos et Le protecteur, 1969), Vicky Leandros (Je voudrais trouver l'amour dans mes souliers, 1969) et Régine (Les boules de gommes, 1969). Elle s’associe ensuite à la chanteuse Petula Clark et dès 1969, elle lui écrit une série de succès, notamment les chansons suivantes : Tu ne sais pas, tu ne sais rien (1969), Il faut trouver le temps d’aimer et Une rose qui pleure (1970), Tu viens quand tu peux, tu pars quand tu veux et C'est toujours l'heure de l'amour (1971) et Elle est la publicité ! (1972).
Dans les années 1970, Catherine Desage est très active et écrit des textes pour de nombreux artistes. Elle écrit pour Sylvie Vartan (Ma petite ombre, 1970, musique Eddie Vartan), pour Dalida (Ram dam dam « La vie bat le tambour » en 1970, Pour qui pour quoi en 1971), pour Séverine (Tchibou-Tchiba et Du soleil plein les yeux, 1970), pour Nicoletta (Le petit marin, 1971), pour Demis Roussos (Lovely Sunny Days, 1971), pour Franck Fernandel (Ouvre les bras, 1972), pour Gilles Marchal (Un homme libre, 1973), pour Martine Clémenceau (L’arlequin, 1973), pour Georgette Plana (Tu viens pleurer sur mon épaule, 1974) et bien sûr, elle est l’auteure de la fameuse chanson Une histoire d’amour (1970) basée sur le film américain Love Story dont la musique est signée par Francis Lai. Plusieurs interprètes enregistrent cette chanson, dont Nicole Croisille, Mireille Mathieu et Colette Deréal. Par la suite, Catherine Desage écrit souvent pour Nicole Croisille et Mireille Mathieu. À la première, elle donne Le cœur égratigné et L'amour sur ton visage en 1975 et à la seconde, elle donne plusieurs titres, dont Adieu je t’aime et Corsica en 1972, La Paloma adieu en 1973, L’amour oublie le temps et Le vent de la nuit en 1974, Fais-moi danser en 1975, Souviens-toi Maria en 1976 et Je t’aime avec ma peau en 1978. Il est à noter que la formation jazz Pink Martini reprend bien des années plus tard, en 2010, le succès de Séverine Du soleil plein les yeux sur son album Pink Martini & Saori Yuki: 1969.
Durant cette période, Catherine Desage écrit aussi pour la chanteuse israélienne Rika Zaraï les chansons suivantes : C'est ça la France (1973), Va tu verras (1974), Ça porte bonheur et Un jour mon rêve en 1976, La bambolina et Prends la route (1977) et J’ai le cœur rétro (1979). Elle travaille également pour la chanteuse québécoise Nicole Martin en lui écrivant deux titres pour son album Je lui dirai, paru en 1977. Sur les musiques de Francis Lai, elle lui donne Quand on s’en va le cœur oublie et Vivre d’amour.
La parolière écrit ensuite pour Ringo (Rossana, 1975), Sylvia Kristel (L’amour d’aimer, 1976), Ricky Shayne (Quand on se retrouve seul, 1976), Charlotte Julian (Merci Mme Irma et Pierrot, l’roi du tango en 1976, Maman vacances et Honki ponki domino en 1983), Tino Rossi (La femme de ma vie, 1977), Léna (Faut-il mourir d’aimer, 1978) et Génération 60 (L’amour a besoin de soleil, 1982). Elle écrit aussi des chansons pour Francis Lai lorsque celui-ci se fait chanteur et grave quelques disques. On retient les titres suivants : Et même si je t’aime, Fille du soleil, C’était en décembre et le 45 tours La rose bleue paru en 1974. Plusieurs chansons sont traduites pour la chanteuse italienne Milva (Vigliacco, Che Sui, Sovagno Amore Mio et Se Ti Va, Sono Qui).
Au fil des ans, d'autres artistes s'offrent les services de la réputée parolière. Il y a notamment André Verchuren (Le Balapapa, 1969, pièce reprise ensuite par Yvette Horner et Rika Zaraï), Annabel Buffet (L’un sans l’autre, 1970), Richard Anthony (Il pleut des larmes "La nave del olvido", 1970), Peter Lelasseux (Elle m’a dit oui, c’était non, 1971, sur une musique de Jean Musy), Monique Pianéa (L’enfant du soleil, 1972), Frédéric Gérard (Ya ka ta ka en 1973 et Glaces et marrons chauds en 1974), David Christie (Le monde entier parle d’amour et Moi j’ai des ailes, 1973), Peter McLane (Clementina, 1974) et Cynthia Davis (Un amour de pluie (du film), 1974).
Catherine Desage participe aussi à l'écriture des chansons de certains films, dont L’Odeur des fauves du réalisateur Richard Balducci en 1972 et L'aventure c'est l'aventure du cinéaste Claude Lelouch, sorti lui aussi en 1972 et dont la chanson thème, encore une fois composée par Francis Lai, est interprétée par Johnny Hallyday.